# Han Kum-ok
Han Kum-ok (* 22. September 1987 in Pjöngjang, Nordkorea) ist eine nordkoreanische Ringerin. Sie wurde 2009 Vize-Weltmeisterin in der Gewichtsklasse bis 51 kg Körpergewicht.

## Werdegang
Han Kum-ok begann erst mit 18 Jahren im Jahre 2005 mit dem Ringen. Sie gehört dem Ringerteam des Handelsministeriums in Pjöngjang an und wird von Kang Chang-yong trainiert. Bei einer Größe von 1,56 Metern rang sie zunächst in der Gewichtsklasse bis 51 kg. Seit 2012 startete sie in der Gewichtsklasse bis 55 kg, die olympisch ist.
Erstmals auf der internationalen Ringermatte war Han Kum-ok im Jahre 2009 bei der Asienmeisterschaft in Pattaya am Start. Sie belegte dort in der Gewichtsklasse bis 51 kg hinter Tatjana Amanchol-Bakatschuk aus Kasachstan den 2. Platz. Im gleichen Jahr nahm sie auch an der Weltmeisterschaft in Herning/Dänemark teil. Auch dort konnte sie überzeugen. Sie besiegte Oleksandra Kohut, Ukraine, Roksana Zasina, Polen und Natalja Budu, Moldawien und erreichte damit das Finale, in dem sie allerdings gegen Sofia Mattsson aus Schweden ziemlich deutlich (0:2 Runden, 0:7 Punkte) verlor. Sie wurde damit aber gleich in ihrem ersten internationalen Jahr Vize-Weltmeisterin.
2010 gewann Han Kum-ok bei der Asienmeisterschaft in New Delhi hinter Li Hui und Juldiz Eschimowa aus Kasachstan eine Bronzemedaille. An der Weltmeisterschaft dieses Jahres in Moskau konnte sie nicht starten, weil Nordkorea daran nicht teilnahm. 2011 gewann sie bei der Asienmeisterschaft in Taschkent dann wieder eine Bronzemedaille. Nur Zhao Shasha aus China und Dawaasüchiin Otgontsetseg aus der Mongolei platzierten sich dabei vor ihr. Bei der Weltmeisterschaft 2011 in Istanbul verlor sie nach Siegen gegen Natalja Budu und Whitney Conder aus den Vereinigten Staaten gegen Mareko Shidochi aus Japan. Da diese das Finale nicht erreichte, schied sie aus und belegte den 7. Platz.
2012 erkämpfte sich Han Kum-ok die Startberechtigung für die Olympischen Spiele in London durch einen Sieg im Qualifikationsturnier in Taiyuan. Sie war dazu in die Gewichtsklasse bis 55 kg aufgestiegen. In London traf sie in ihrem ersten Kampf auf Jackeline Rentería Castillo aus Kolumbien. In einem griffreichen und harten Kampf unterlag sie dabei etwas unglücklich mit 1:2 Runden, obwohl sie nach Punkten mit 10:9 vorne lag. Jackeline Renteria kam nicht in das olympische Finale, deswegen schied Han Kum-ok aus und landete auf dem 10. Platz.
Im April 2013 gewann sie bei der Asienmeisterschaft in New Delhi zum dritten Mal eine Bronzemedaille. Ihre dortigen Ergebnisse waren: Sieg über Um Ji-eun, Südkorea, Niederlage gegen Yang Senlian, China und Sieg über Miruyet Dinbajewa, Kasachstan.

## Internationale Erfolge
| Jahr | Platz | Wettbewerb                                    | Gewichtsklasse | Ergebnisse |
| 2009 | 2.    | Asienmeisterschaft in Pattaya                 | bis 51 kg      | hinter Tatjana Amanschol-Bakatschuk, Kasachstan, vor Zeng Qingping, China und Dawaasüchiin Otgontsetseg, Mongolei                                 |
| 2009 | 2.    | WM in Herning/Dänemark                        | bis 51 kg      | nach Siegen über Oleksandra Kohut, Ukraine, Roksana Zasina, Polen und Natalja Budu, Moldawien und einer Niederlage gegen Sofia Mattsson, Schweden |
| 2010 | 3.    | Asienmeisterschaft in New Delhi               | bis 51 kg      | hinter Li Hui, China und Jildiz Eschimowa, Kasachstan                                                                                             |
| 2011 | 3.    | Asienmeisterschaft in Taschkent               | bis 51 kg      | hinter Zhao Shasha, China und Otgontsetseg Davaasuch                                                                                              |
| 2011 | 7.    | WM in Istanbul                                | bis 51 kg      | nach Siegen über Natalja Budu und Whitney Conder, USA und Niederlage gegen Mareka Shidochi, Japan                                                 |
| 2012 | 1.    | Olympiaqualifikationsturnier in Taiyuan/China | bis 55 kg      | vor Sündewiin Bjambatseren, Mongolei, Salina Sidakowa, Weißrussland und Zhang Lan, China                                                          |
| 2012 | 10.   | OS in London                                  | bis 55 kg      | nach einer Niederlage gegen Jackeline Renteria Castillo, Kolumbien                                                                                |
| 2013 | 3.    | Asienmeisterschaft in New Delhi               | bis 55 kg      | nach einem Sieg über Um Ji-eun, Südkorea, einer Niederlage gegen Yang Senlian, China und einem Sieg über Miruyet Dinbajewa, Kasachstan            |

## Erläuterungen
- alle Wettkämpfe im freien Stil
- OS = Olympische Spiele, WM = Weltmeisterschaft